# 福岡マラソン
福岡マラソン（ふくおかマラソン、英称：FUKUOKA MARATHON）は、2014年から毎年11月に福岡県福岡市と糸島市で開催される市民参加型のマラソン大会。

## 概要
1989年から2012年まで毎年開催されていた「シティマラソン福岡」に代わり開催されるマラソン大会。第1回大会は2014年11月9日に開催された。
シティマラソン福岡はハーフマラソンであったが、本大会は福岡市中心部の天神地区でスタートし、糸島市旧志摩町中心部がフィニッシュ地点となるフルマラソン大会となった。フルマラソンのほか一般・車いすの5km部門（ファンラン）も設定された。
フルマラソンのコースは、福岡国際マラソンとは全く異なる。
2020年および2021年は新型コロナウイルスの影響で中止となっている。
2022年11月13日、2019年以来、3年ぶりに開催された。

## 運営
- 主催：一般財団法人福岡陸上競技協会、福岡市、糸島市
- 共催：西日本新聞社
- 企画・運営：福岡マラソン実行委員会
- 主管：一般財団法人福岡陸上競技協会
- 運営協力：福岡市陸上競技協会
- 特別後援：九州朝日放送、朝日新聞社

## 種目・コース
- フルマラソン

福岡市中央区天神の天神交差点付近をスタート地点とし、那の津口交差点で左折し那の津通り、黒門川通り、よかトピア通りを通り、5km地点のシーサイドももちを経て西進する。マリナ通りに入り道なりに西から南へ進行方向を変えたあと、10km地点のある小戸西交差点で右折して唐津街道（旧国道202号）を通り、生の松原・長垂海岸を経て西進する。今宿交差点付近の15km地点を通ったのち県道福岡志摩線・桜井太郎丸線を通り九州大学伊都キャンパスに入り、構内の20km地点を経て折り返し、25km地点のある今津運動公園内を抜けて県道福岡志摩前原線に入り、海づり公園の前を通り30km地点を経て糸島市に入り、35km地点のある二見ヶ浦を通り、志摩桜井よりカーブして南下し、40km地点を経て糸島市役所志摩庁舎がフィニッシュ地点となる。
- 車いす競技・ファンラン

福岡市中央区天神の天神交差点付近をスタート地点とし、シーサイドももちの福岡市博物館・百道中央公園前がフィニッシュ地点となる。

## 歴代優勝者
| 回数 | 開催日         | 男子の部 | 男子の部   | 男子の部      | 女子の部 | 女子の部             | 女子の部      |
| 回数 | 開催日         | 氏名     | 所属(当時) | 記録          | 氏名     | 所属(当時)           | 記録          |
| ---- | -------------- | -------- | ---------- | ------------- | -------- | -------------------- | ------------- |
| 1    | 2014年11月9日  | 庄子哲也 | 福岡陸協   | 2時間27分57秒 | 花田まり | 大濠ランナーズ       | 2時間53分23秒 |
| 2    | 2015年11月8日  | 百田将吾 | 九州大学   | 2時間32分24秒 | 吉冨博子 | F-DREAM佐賀          | 2時間43分03秒 |
| 3    | 2016年11月13日 | 宮窪祐允 |            | 2時間27分48秒 | 佐藤紀子 | ファーストドリームAC | 2時間51分31秒 |
| 4    | 2017年11月12日 | 田中飛鳥 | 福岡陸協   | 2時間20分05秒 | 吉富博子 | メモリード           | 2時間37分10秒 |
| 5    | 2018年11月11日 | 浜田浩佑 | GRlab      | 2時間26分34秒 | 吉冨博子 | メモリード           | 2時間30分09秒 |
| 6    | 2019年11月10日 | 田中飛鳥 | 福岡県     | 2時間19分19秒 | 花田まり | 大濠ランナーズ       | 2時間50分24秒 |
| 7    | 2022年11月13日 | 塚本浩一 | 熊本県     | 2時間28分24秒 | 岩村聖華 | Y&I Group            | 2時間51分34秒 |
| 8    | 2023年11月12日 | 田中飛鳥 | RUNLIFE    | 2時間22分15秒 | 俵千香   | TEAM R×L             | 2時間48分43秒 |

車いす競技
| 回数 | 男子の部   | 男子の部   | 男子の部 | 女子の部   | 女子の部   | 女子の部 | ジュニアの部 | ジュニアの部 | ジュニアの部 |
| 回数 | 氏名       | 所属(当時) | 記録     | 氏名       | 所属(当時) | 記録     | 氏名         | 所属(当時)   | 記録         |
| ---- | ---------- | ---------- | -------- | ---------- | ---------- | -------- | ------------ | ------------ | ------------ |
| 1    | 渡辺勝     | 福岡県     | 11分07秒 | 藤井紗也加 | 福岡県     | 25分49秒 |              |              |              |
| 2    | 五十嵐和徳 | 栃木県     | 26分34秒 | 今泉千春   | 福岡県     | 24分12秒 |              |              |              |
| 3    | 大津圭介   | 福岡県     | 11分26秒 | 今泉千春   | 福岡県     | 20分56秒 |              |              |              |
| 4    | 内田琢馬   | 佐賀県     | 18分52秒 |            |            |          |              |              |              |
| 5    | 武村浩生   | 福岡県     | 12分40秒 | 西山美沙希 | 大分県     | 23分40秒 | 中尾柊太     | 福岡県       | 16分59秒     |
| 6    | 大津圭介   | 福岡県     | 11分19秒 | 相浦美菜   | 福岡県     | 23分03秒 | 中尾柊太     | 福岡県       | 14分56秒     |
| 7    | 中尾柊太   | 福岡県     | 16分48秒 | 片平留依   | 福岡県     | 20分18秒 | 中尾柊太     | 福岡県       | 16分48秒     |
| 8    | 大津圭介   | 福岡県     | 13分04秒 | 片平留依   | 福岡県     | 20分34秒 | 和氣佳汰     | 福岡県       | 21分21秒     |

## テレビ・ラジオ中継
九州朝日放送がテレビ・ラジオで、ジェイコム九州（J:COM 福岡・J:COM 北九州）がテレビでそれぞれ放送している。

### テレビ中継
- 九州朝日放送
  - 2014年は、8:00 - 8:30に大会スタートシーンの放送を行ったほか、15:55 - 17:25には総集編の放送を行った。このため、本来放送の『仮面ライダードライブ』（テレビ朝日制作、8:00 - 8:30）は大会当日の13:55 - 14:25に遅れて放送された。
  - 2015年以降は、日曜10:00 - 11:45（2015年・2017年のみ11:50まで）に放送を行っている[2]。
  - 2022年以降は、日曜10:50 - 11:50（第1部）、12:00 - 12:55（第2部）に放送を行っている。（第2部放送時、同局制作の前川清の笑顔まんてんタビ好キ（九州、山口、沖縄ブロックネット）は放送休止となる）
- ジェイコム九州
  - 2015年より放送[3]。

### ラジオ中継
- KBCラジオ
  - 当初は8時台の大会スタートと午後の時間帯で放送されていた。
  - 2017年は、定時生ワイド番組内で随時中継を実施。

## アンバサダー（PR大使）
- 福岡マラソン2015：西内まりや[4]
- 福岡マラソン2016：Sonar Pocket[5]
- 福岡マラソン2017：FREAK[6]
- 福岡マラソン2018：effect run team[7]

## テーマソング
- 福岡マラソン2014

「On your marks!」
作詞：神田沙也加 / 作曲・編曲：Billy / 歌 - TRUSTRICK
- 福岡マラソン2015

「Let's start over again」
作詞・歌：MARIYA NISHIUCHI
- 福岡マラソン2016

「走れ!」
作詞・作曲：Sonar Pocket
- 福岡マラソン2017

「Fukuoka Stand Up feat. Natural Radio Station ＆ LinQ」
作詞・作曲：FREAK
- 福岡マラソン2018

「顔晴れ」
作成・作曲：Sonar Pocket

## 備考
- 開催前年の2013年11月17日、福岡市民800名が参加し大会をPRするフラッシュモブが警固公園で行われた[8]。